# Дор, Мило
Ми́ло Дор (нем. Milo Dor), настоящее имя Милутин Дорословац (серб. Milutin Doroslovac; 7 марта 1923, Будапешт — 5 декабря 2005, Вена) — австрийский писатель и переводчик сербского происхождения.

## Биография
Отец — хирург, мать — владелица косметического салона. Рос в Банате, затем в Белграде. Примкнул к коммунистической молодежи, начал писать стихи на сербохорватском языке. В 1940 году исключён из гимназии за организацию забастовки. Участвовал в югославском Сопротивлении, в 1942 году был арестован, находился в лагере, затем на принудительных работах в Вене. Увлекся театром, изучал театральное искусство и романскую филологию в Венском университете, закончил его в 1949 году. В 1949-м же переехал в Париж, в 1951-м — в ФРГ. Вошёл в группу 47, познакомился с Целаном. С 1955 года жил в Вене, несколько месяцев в году проводя в Ровине.
Сын — австрийский кинорежиссёр и сценарист Милан Дор (р. 1947).

## Творчество
В начале пути был близок к экспрессионизму и сюрреализму. Работал как журналист, писал для радио и кино. Автор исторических и криминальных романов, книг для детей, известны его эссе и мемуары. Переводил на немецкий язык произведения Бранислава Нушича, Иво Андрича, Мирослава Крлежи, Васко Попы, Стивена Крейна, Бабеля, Сименона и др., часто — в соавторстве с Карлом Дедециусом.

## Признание
В 1971—1979 годах был вице-президентом, а потом президентом Федерации австрийских писателей, в 1972—1988 — вице-президентом австрийского ПЕН клуба, а затем его почетным членом. Государственная премия Австрии по литературе (1962), Литературная премия Вены (1977), Почётный Крест Австрии за достижения в науке и искусстве (1983), премия Бруно Крайского за политическую книгу (2001), премия Теодора Крамера (2006, посмертно) и другие награды.

## Публикации на русском языке
- Чужой в Вене и повсюду// Пауль Целан. Материалы, исследования, воспоминания. Т.II. Москва: Мосты культуры; Иерусалим: Гешарим, 2007, с. 317—322.